# Endodyogénie
 (juin 2023).
Si vous disposez d'ouvrages ou d'articles de référence ou si vous connaissez des sites web de qualité traitant du thème abordé ici, merci de compléter l'article en donnant les références utiles à sa vérifiabilité et en les liant à la section « Notes et références ».
L'endodyogénie est la division d'une cellule mère en deux cellules filles à l'intérieur de la cellule mère se poursuivant par une lyse cellulaire permettant l'individualisation des cellules filles.